# Herb gminy Kamień (województwo podkarpackie)
Herb gminy Kamień – jeden z symboli gminy Kamień, ustanowiony 21 listopada 2008.

## Wygląd i symbolika
Herb przedstawia na tarczy w polu czerwonym postać złotego sokoła, stojącego na srebrnym kamieniu. Kamień nawiązuje do nazwy gminy, natomiast sokół do tradycji łowieckich terenu gminy (polowali tu królowie polscy). 